# Штраус, Франц Йозеф
Франц Йозеф Штраус (нем. Franz Josef Strauß; 6 сентября 1915, Мюнхен — 3 октября 1988, Регенсбург) — западногерманский политический и государственный деятель, один из лидеров баварской партии Христианско-социальный союз (ХСС).

## Биография
Родился в Мюнхене. Отец был мясником, имел торговую лавку. Мать — домохозяйка. Родители были ревностными католиками, монархистами и противниками прусского господства. Отец принимал в 1919 году участие в учреждении Баварской народной партии и оставался верен ей вплоть до роспуска её национал-социалистами.
Учился в гимназии, в юности занимался велосипедным спортом. В 1935—1939 годах учился в Мюнхенском университете. Во время учёбы в университете, чтобы избежать подозрений в нелояльности к установившемуся режиму, участвовал в национал-социалистических молодёжных организациях.

### Вторая мировая война
Летом 1939 года был призван в вермахт, где служил в артиллерийской части. Участвовал в походе вермахта против Франции. В марте 1940 года он сдаёт первый государственный экзамен в университете, в апреле 1941 года — второй. В ноябре 1940 года Штраус был произведён в унтер-офицеры, ему предоставили отпуск для завершения учёбы, некоторое время он даже работал в университете в качестве ассистента, помогая вести семинары по древней истории и филологии.
В начале 1941 года зенитный дивизион, в составе которого находилась батарея Штрауса, был переброшен в район Перемышля, поближе к советской границе. В начале сентября 1941 года его направляют в офицерскую школу близ Штеттина. После прохождения переподготовки ему было присвоено звание лейтенанта (в документе об окончании было записано, что ему «больше подходит быть учёным, чем офицером»), и он был назначен командиром взвода зенитно-артиллерийской батареи, которая из Дании была переведена в Россию и вошла в состав 6-й армии вермахта. Так Штраус стал участником Сталинградской битвы. 12 января 1943 года, когда до капитуляции 6-й армии Паулюса оставалось совсем немного, Штраус получил приказ об отбытии на курсы подготовки командиров батареи тяжёлой артиллерии. По дороге состав попал под бомбежку, вагоны несколько суток простояли в поле, здесь Штраус обморозился, отдав свои валенки солдату. После госпиталя до середины мая 1943 года Штраус проходил курсы. Он был назначен офицером-инструктором, затем офицером-воспитателем, на фронт больше не попал. Военные награды: Железный крест и Крест «За боевые заслуги».

### Политическая деятельность
После войны некоторое время находился в лагере для военнопленных, но уже в 1945 году был отпущен на свободу, поскольку не был уличён в совершении военных преступлений. В том же году стал членом партии Христианско-социальный союз. В 1946 году был избран в совет округа Шонгау. В 1949 году был избран генеральным секретарём ХСС. В 1961 году избран председателем ХСС и оставался его лидером до самой смерти.
В 1949 году избран депутатом бундестага, в котором стал руководителем группы ХСС и заместителем председателя фракции ХДС/ХСС.
В 1953 году становится федеральным министром по особым поручениям и неоднократно занимает впоследствии министерские посты в федеральном правительстве.
В 1956—1962 годах министр обороны в правительстве канцлера Конрада Аденауэра.

### Скандал с прессой
Разразившийся в 1962 году скандал был вызван целым рядом весьма критических статей журнала Der Spiegel, посвящённых проблеме коррупции в министерстве обороны. В частности, журналисты проливали свет на личную заинтересованность министра обороны Франца-Йозефа Штрауса при распределении строительных подрядов. По мнению журналистов, министр получал крупные взятки, «откаты», от строительных компаний, в частности, компании FibAG.
В октябре 1962 года в журнале «Der Spiegel» был опубликован материал о военных учениях, прошедших в сентябре 1962 года. Статья явно была направлена против Штрауса, ставя под сомнение его деятельность на посту министра обороны. Сам министр действовал решительно: по распоряжению Штрауса, без уведомления членов правительства, была проведена «ночная операция» по обыску редакции журнала. Штраус лично обратился к испанской полиции с просьбой арестовать находившегося там автора статьи. Действия Штрауса получили широкую огласку в прессе. Общественное мнение было явно не на стороне министра. Штраус пытался оправдаться, но тщетно. Разразился правительственный кризис. В середине декабря 1962 года Штраусу пришлось подать в отставку. Три года длился процесс против журнала, но желаемого результата Штраусу он не принес: ему не удалось посадить журналистов на скамью подсудимых. Сам Штраус фактически был оправдан, следствие было прекращено с формулировкой «министр действовал в обстановке чрезвычайного положения».

### В правительстве и оппозиции
В 1966—1969 годах министр финансов в правительстве «большой коалиции» ХДС/ХСС — СДПГ во главе с канцлером Куртом Кизингером. Штраус ладил с министром экономики социал-демократом К. Шиллером, пока они не рассорились из-за ревальвации марки, но, стремясь оказывать влияние на внешнеполитический курс, конфликтовал с вице-канцлером и министром иностранных дел Вилли Брандтом, уже тогда выступавшим за признание существующих реальностей в Европе.
После ухода ХДС/ХСС в оппозицию в результате выборов в бундестаг 1969 года стал наиболее последовательным противником «новой восточной политики» правительства Брандта—Шееля. Он считал, что «восточные договоры» приведут к окончательному признанию ГДР и узакониванию раскола Германии.
Штраус был не только политиком-практиком, но и теоретиком. Многие его работы посвящены истории ФРГ, ХСС, вопросам внешней политики ФРГ, политике безопасности, международным проблемам. Его воспоминания, изданные уже после смерти Штрауса, проливают свет на взаимоотношения между председателем ХСС и руководством ХДС: Аденауэром, Эрхардом, Барцелем и особенно Колем, что отражалось на содержании и проведении германской политики.

### Премьер-министр Баварии
С 1978 по 1988 годы Штраус занимал пост премьер-министра Баварии.

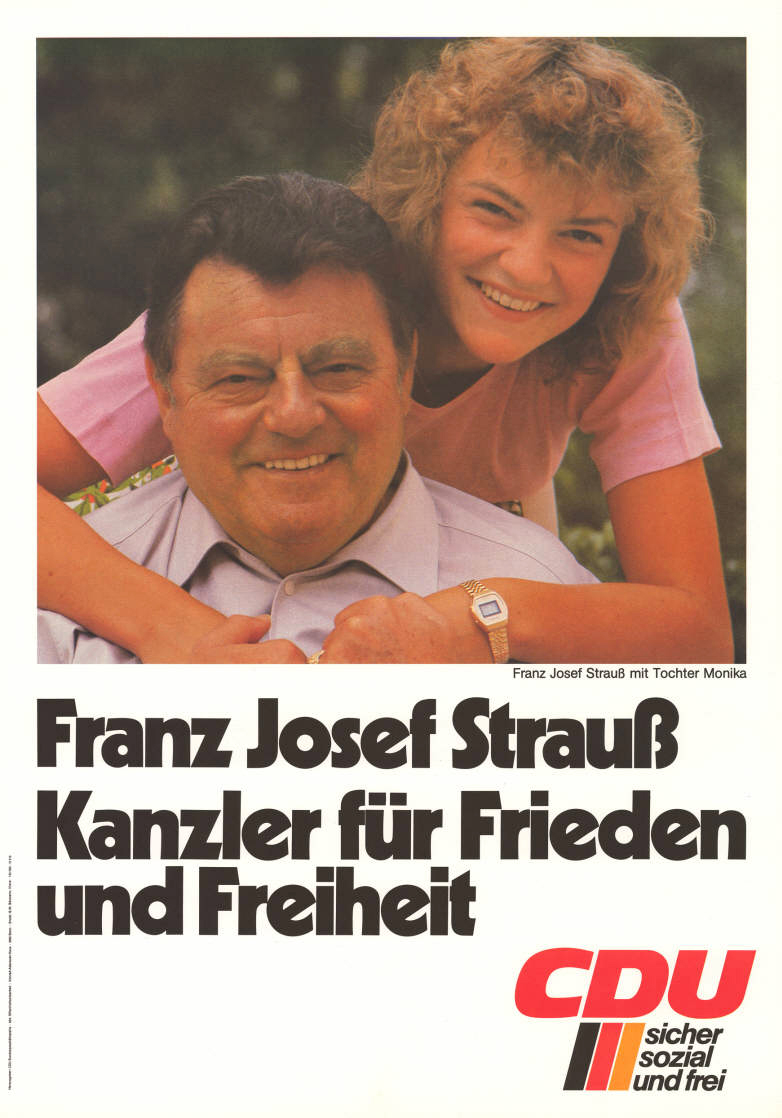
Канцлер за мир и свободу. Штраус с дочерью Моникой на предвыборном плакате, 1980

В 1980 году был выдвинут кандидатом ХДС/ХСС на пост федерального канцлера на выборах в бундестаг. В ходе избирательной кампании сделал заявление о том, что «восточные договоры» будут соблюдаться. ХДС/ХСС потерпели поражение, причем для христианских демократов результаты оказались наихудшими со времени выборов 1949 года. Штраус был ярким выразителем интересов и взглядов своего консервативного электората (в том числе переселенцев из восточноевропейских стран), а для центра, и тем более для левых, он был источником беспокойства, вызывал отторжение. В консервативной Баварии, все выглядело иначе. Здесь восхищались энергичным, веселым, грубоватым премьером, настоящим баварцем, появляющимся на публике в традиционной баварской одежде.
Являясь лидером второй партии правительственной коалиции в период канцлерства Гельмута Коля Штраус занимал видное место в политической жизни Германии. В 1983—1984 годах — председатель бундесрата.
В 1983 году вёл успешно завершившиеся переговоры с заместителем министра внешней торговли ГДР Шальк-Голодковским о предоставлении правительством ФРГ миллиардного кредита, спасшего ГДР от объявления государственного банкротства.
С 28 по 31 декабря 1987 года совершил единственную за время своей политической деятельности поездку в СССР на самолёте «Сессна», которым сам управлял. Был принят в Кремле М. С. Горбачёвым.
Имя Франца Йозефа Штрауса носит международный аэропорт Мюнхена.

### Семья
В июне 1957 года женился на Марианне Цвикнагль, дочери известного баварского политика. У них родились 2 сына и дочь. Жена погибла в автомобильной катастрофе в июне 1984 года.
Дочь Моника (р. 1962) — министр образования и культуры Баварии в 1998—2005, с 2009 депутат Европарламента от ХСС.

## Сочинения
- Штраус Ф. Й. Твоё будущее, Германия = Deutschland deine Zukunft. — М.: Прогресс, 1976. — 69 с. Рассылается по спец. списку.
- Штраус Ф. И. Воспоминания = Die Erinnerungen. — М.: Международные отношения, 1991.